# مرسيليائية نياستنسية
مرسيليائية نياستنسية (الاسم العلمي: Massilia niastensis) هي نوع من البكتيريا، سلبية الغرام، تتبع المرسيليات.